# 日本电影
日本電影（日语：日本映画），在日本又稱「邦画」（即「國產片」），自1897年电影传入日本以来，日本已形成全球历史最悠久、规模最庞大的电影工业之一，目前，日本是仅次于北美、中国的世界第三大电影市场，尤其以动画电影最受市场欢迎。
日本電影由少數大型電影製作公司（東寶、東映、松竹、角川映畫和日活）以及三大電視廣播公司（日本電視台、東京電視台及富士電視台）主導了絕大部分製作和發行業務。

## 历史

### 無聲電影時代

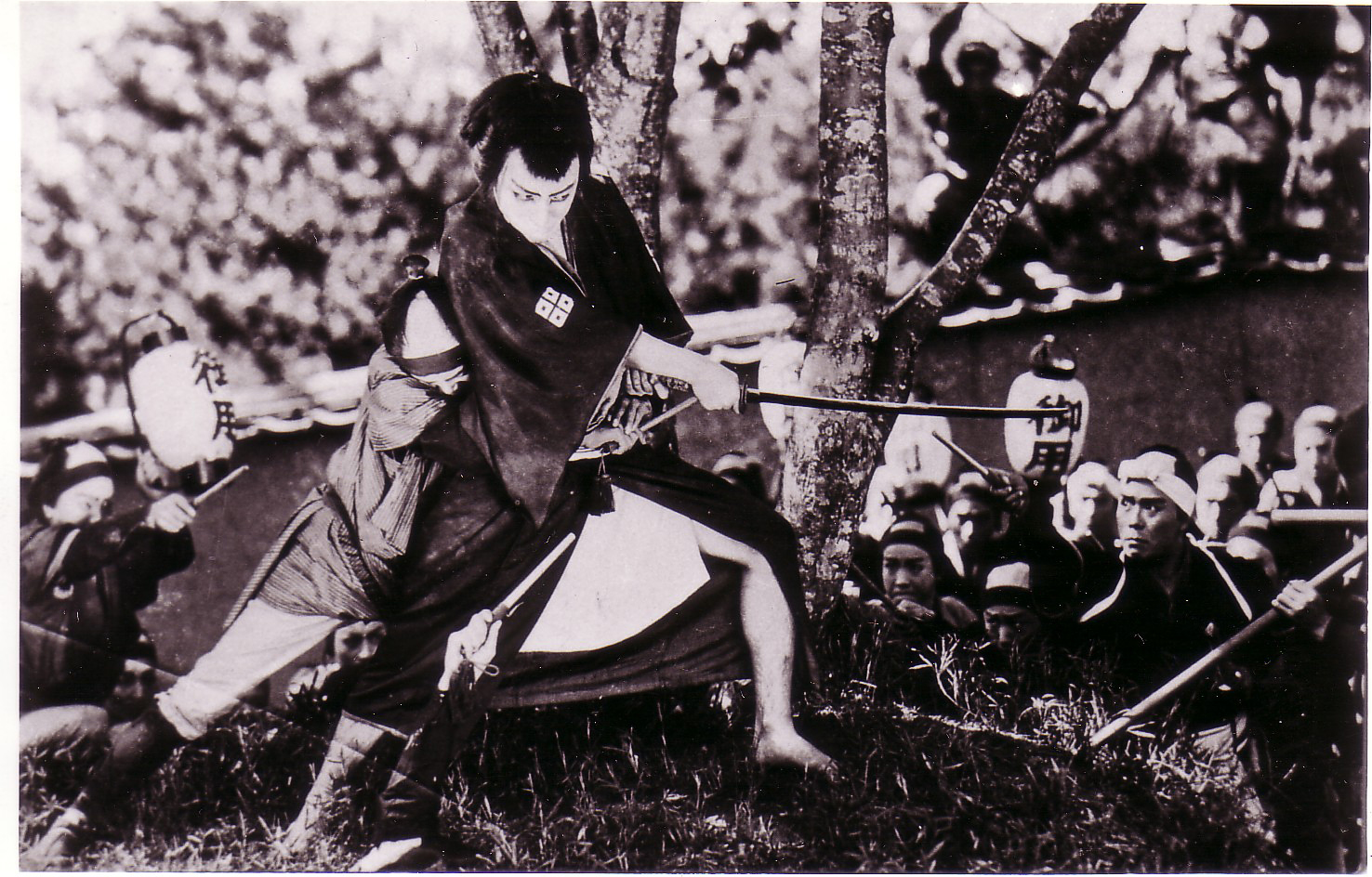
1925年電影《雄呂血》（二川文太郎）

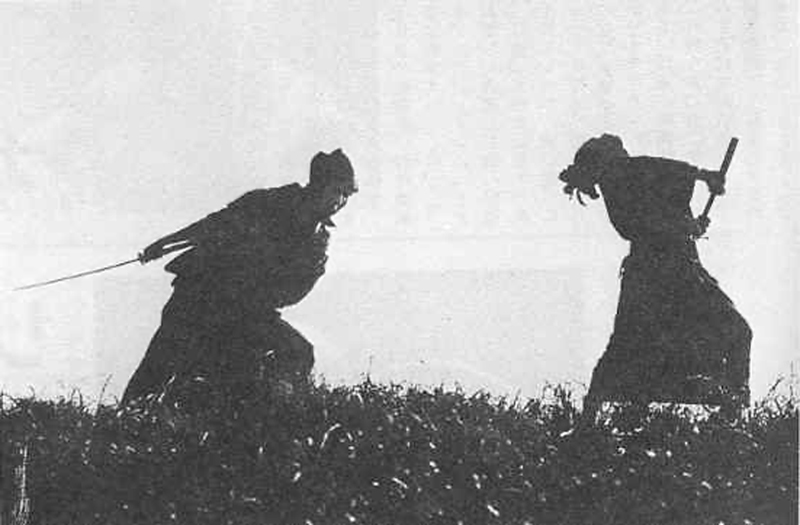
1928年電影《浪人街》（牧野正博）

在電影出現之前，日本歷史上早已有包括（gentō）、（utsushi-e'）在內的幻燈機裝置。
1897年1月，卢米埃尔兄弟的同窗好友稻畑勝太郎从法国里昂带回两台活动摄影机和一些胶卷，在京都电灯公司首次放映了无声电影。 1897年2月，稻畑胜太郎在大阪举行了第一次「活動写真」“收费放映”，放映内容以风景和公众场合活动为主。1898年，在东京小西照相馆（现柯尼卡美能达）工作的浅野四郎拍摄了日本首批剧情短片《地藏精》（化け地蔵）和《死人复活》（死人の蘇生）。1899年，浅野四郎拍摄了以艺妓为拍摄对象的日本首部商业电影《藝伎的手舞》（芸者の手踊り），柴田常吉以1882年日本发生的一起手枪盗窃案件为题材，拍摄了日本首部剧情片《手枪强盗清水定吉》，扮演警官角色的横山运平成为日本第一位电影演员。之后，其拍摄了现存最古老的日本电影《紅葉狩》。
1903年，吉泽商店在东京浅草公园开设了日本第一家电影院「电气馆」。1907年，吉泽商店在大阪建造了第二家电影院「千日前电气馆」，并以此为开端在全国兴建电影院。1908年，被称为“日本电影之父”的牧野省三制作的古装武打片《本能寺会战》上映，为日本第一部由解说员站在银幕旁用舞台腔叙述剧情的无声影片。次年，牧野省三起用歌舞伎演员尾上松之助出演的《碁盤忠信源氏 础》大受欢迎，尾上松之助其后出演了过千部古装片，成为日本真正意义上的第一位电影明星。
1912年，横田商会、吉泽商店、M百代公司、福宝堂联合成立了日本第一家大规模制作电影公司「日本活动照相股份有限公司」（简称「日活」），并在东京的向岛和京都的二条城西角楼下建立电影制片厂。前者主要制作反映现代题材的「新派剧」，后者主要制作反映历史题材的「时代剧」。1917年，井上正夫在《上尉的女儿》中首次运用特写镜头与闪回等电影拍摄技法，1918年，日本电影掀起近代化運動「純映画劇運動」，主张以字幕代替电影解说员，正式起用女性为电影演员，使电影作品步入艺术化，「活動写真」的说法也渐渐被更为专业的「映画」取代。1920年，以歌舞伎为主营业务的松竹成立松竹电影合作公司，松竹采用好莱坞的制片方式，建立了以导演为中心的拍片制度，培养了英百合子、粟岛墨子等一批电影明星。1923年，因关东大震灾摧毁东京「新派剧」片场，「純映画劇運動」匆匆告终。日本影坛开始涌现出田园牧歌式、以平民为主角的电影，以小津安二郎为代表。

### 战前黄金时期
1931年，五所平之助拍摄出日本第一部真正意义上的有声电影《夫人与老婆》。1930年代，随着有声电影普及，电影解说员逐渐退出历史舞台，技术的革新，加上市场竞争加剧，催生了日本电影史上第一个黄金时代。沟口健二的作品《浪华悲歌》、《青楼姊妹》被誉为当时日本女性现实主义作品的高峰。这一黄金时期因日本陷入太平洋战争而终结，电影界在严格监管下只能转向制作严肃的战争题材。

### 第二个黄金时代
1950年代，随着日本经济在二战后逐渐复苏，日本电影也再次蓬勃，迎来了第二个黄金时代，以黑泽明导演的《罗生门》为标志，日本电影开始走向世界舞台。沟口健二的《西鹤一代女》《雨月物语》、衣笠貞之助的《地獄門》也在国际影展中大放异彩。诞生于1954年的特摄电影《哥斯拉》，成为日本怪兽电影的开山之作，1958年上映的日本第一部彩色长篇动画电影《白蛇传》，为日本动漫产业的爆发打下了基础。在这一时期，日本电影达到了前所未有的观影高峰，1958年观影人数达到历史最高的11.27亿人次。

### 低潮时期
1960年代，受到电视机普及的影响，刚刚创下史无前例的银幕数、观众数历史新高的日本电影产业急转直下，大公司制片体系濒临崩溃，产量大减，一批受法国新浪潮影响的电影创作者，一反日本电影传统的创作手法，赋予作品强烈的时代感，被称之为日本电影“新浪潮”的出现，当中又以大岛渚的作品《青春残酷物语》《日本夜与雾》为代表。
1970年代，随着家用录像机的普及，日本电影产业进一步陷入困境。经营萎靡的日活更一度将情色电影作为新的发展方向。1979年公映的《銀河鉄道999》剧场版为首部夺得本土年度票房冠军的日本动画电影，为后来动漫剧场版的大规模上映打下基础。山田洋次创作的长篇喜剧电影系列《寅次郎的故事》，创下了“世界上最长的电影系列”的吉尼斯世界纪录。

### 复苏时期
1994年，日本长期下降的电影院数量开始止跌回升，与游戏、漫画、动画等相关的电影作品增多，以制作委员会方式为基础的风险分散方式已成为普遍现象，涉足电影业务的影视制作公司数量有所增加，成为20世纪末日本电影复兴的基础。1997年，北野武的《花火》获得威尼斯影展金獅獎，今村昌平的《鰻魚》获得戛纳影展金棕櫚獎，河濑直美的《萌之朱雀》获得了金摄影机奖。富士电视台人气电视剧《跳跃大搜查线》剧场版创下本土票房奇迹，引发电视台参与投资制作电影的风潮。1998年，以《午夜凶铃》为代表的日本恐怖片开始受到观众瞩目。
与此同时，在宫崎骏、押井守、今敏等人執導的日本动画电影取得了空前成功，2001年上映的宫崎骏作品《千与千寻》被视为史上最成功的日本动画电影之一，不仅荣获多项国际大奖，更刷新了日本最高票房记录。进入21世纪后，在本土原创动画电影及ACG改编电影共同作用下，日本电影产业迎来久违的上升态势。2006年起，日本国产电影票房21年来首次超过外国电影票房。

## 電影類型

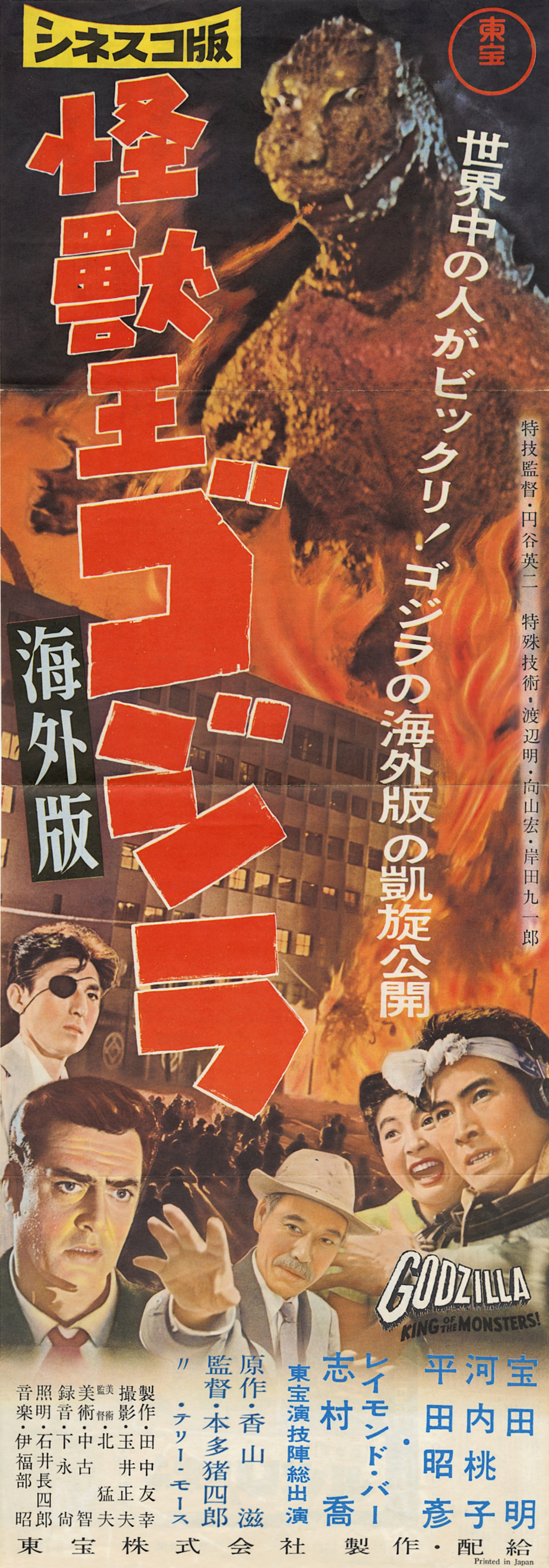
50年代怪獸電影

日本电影在本地又称为，是指日本国产拍摄和制作的电影。这个词汇来源于日语汉字，“邦”即是“国家”、“画”即是，因此“邦画”即是指“国产电影”，区别于“外国电影”。邦画通常由日本导演、编剧、演员和制片团队创作，并在内容上反映日本文化、社会现象、历史和价值观。
邦画涵盖警匪、剧情、恐怖、爱情、历史等各种不同的题材，其中有些类型是独具一格并在国际上也享有盛名，例如日本动画电影和武士片。日本的電影經常被分為以下的幾種類型：
- 时代剧（時代劇）：以日本历史（尤其是1868年明治维新之前）为背景
  - 劍劇（日语：チャンバラ）：日文名稱來自劍彼此撞擊聲音的擬聲詞，以描寫武士為主
- 恐怖電影（英语：Japanese horror）：日式風格的恐怖電影，例如《七夜怪談》
- 特攝片：
  - 怪獸：怪物電影，例如《哥吉拉》
- 粉紅色電影（ピンク映画）：軟調色情電影
- 極道電影（日语：ヤクザ映画）：以極道幫派為主題的電影
- 現代劇（日语：現代劇）：與時代劇相反，是以現代為故事背景的電影
- 小市民電影（英语：Shomin-geki）：西方電影學者所定義的分類，主要以描寫一般工作階級家庭的真實生活[10]
- 動畫電影（アニメ）：日本的動畫電影
  - 機器人動畫（ロボットアニメ）：以機器人為故事題材的動畫電影
- 科幻電影（サイエンス・フィクション，SF）

## 電影院

### 歷年票房收入
| 年份 | 票房收入（百万日元） | 觀影人次（千） | 銀幕數（个） | 平均票價（日元） |
| ---- | -------------------- | -------------- | ------------ | ---------------- |
| 2000 | 170,862              | 135,390        | 2,524        | 1,262            |
| 2001 | 200,154              | 163,280        | 2,585        | 1,226            |
| 2002 | 196,780              | 160,767        | 2,635        | 1,224            |
| 2003 | 203,259              | 162,347        | 2,681        | 1,252            |
| 2004 | 210,914              | 170,092        | 2,825        | 1,240            |
| 2005 | 198,160              | 160,453        | 2,926        | 1,235            |
| 2006 | 202,934              | 164,585        | 3,062        | 1,233            |
| 2007 | 198,443              | 163,193        | 3,221        | 1,216            |
| 2008 | 194,836              | 160,491        | 3,359        | 1,214            |
| 2009 | 206,035              | 169,297        | 3,396        | 1,217            |
| 2010 | 220,737              | 174,358        | 3,412        | 1,266            |
| 2011 | 181,197              | 144,726        | 3,339        | 1,252            |
| 2012 | 195,190              | 155,159        | 3,290        | 1,258            |
| 2013 | 194,237              | 155,888        | 3,318        | 1,246            |
| 2014 | 207,034              | 161,116        | 3,364        | 1,285            |
| 2015 | 217,119              | 166,630        | 3,437        | 1,303            |
| 2016 | 235,508              | 180,189        | 3,472        | 1,307            |
| 2017 | 228,572              | 174,483        | 3,525        | 1,310            |
| 2018 | 222,511              | 169,210        | 3,561        | 1,315            |
| 2019 | 261,180              | 194,910        | 3,583        | 1,340            |
| 2020 | 143,285              | 106,137        | 3,616        | 1,350            |
| 2021 | 161,893              | 114,818        | 3,648        | 1,410            |
| 2022 | 213,111              | 152,005        | 3,634        | 1,402            |
| 2023 | 221,482              | 155,535        | 3,653        | 1,424            |
| 2024 | 206,983              | 144,441        | 3,675        | 1,433            |

## 資料來源
1. 1 2 3 4  . 一般社団法人日本映画製作者連盟.   [2019-10-04]. （原始内容存档于2019-04-03）.
2. ↑  . Screen Australia.   [2012-07-14]. （原始内容存档于2012-05-15）.
3. ↑  . Anime News Network. 2012-01-26  [2012-01-28]. （原始内容存档于2021-01-26）.
4. ↑  岩本憲児. . 森話社. 2002. ISBN 978-4-916087-25-6.
5. ↑  塚田嘉信. . 現代書館. 1980.
6. ↑  McKernan, Luke. . Who's Who of Victorian Cinema.   [2012-12-14]. （原始内容存档于2020-08-07）.
7. ↑  吉田喜重、山口昌男、木下直之 (编). . 1995: 岩波書店. ISBN 4-00-000210-4.
8. ↑  Keiko I. McDonald. . University of Hawaii Press. 2006. ISBN 978-0-8248-2993-3.
9. ↑  .   [2013-06-15]. （原始内容存档于2011-07-22）.
10. ↑  . kotobank.jp.   [2013-06-15]. （原始内容存档于2013-05-10）.